# Michalitki

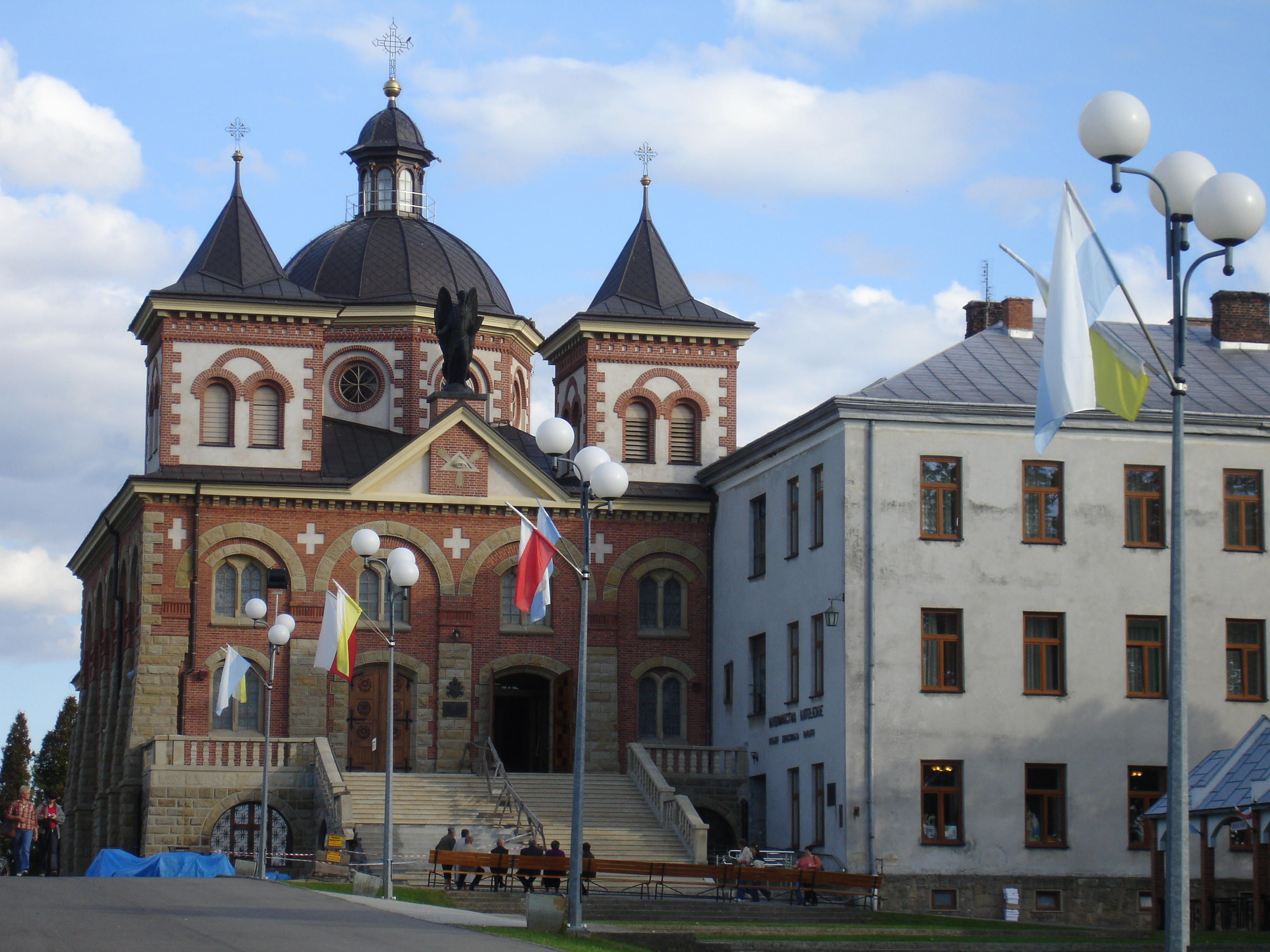
Sanktuarium św. Michała Archanioła i bł. Bronisława Markiewicza w Miejscu Piastowym

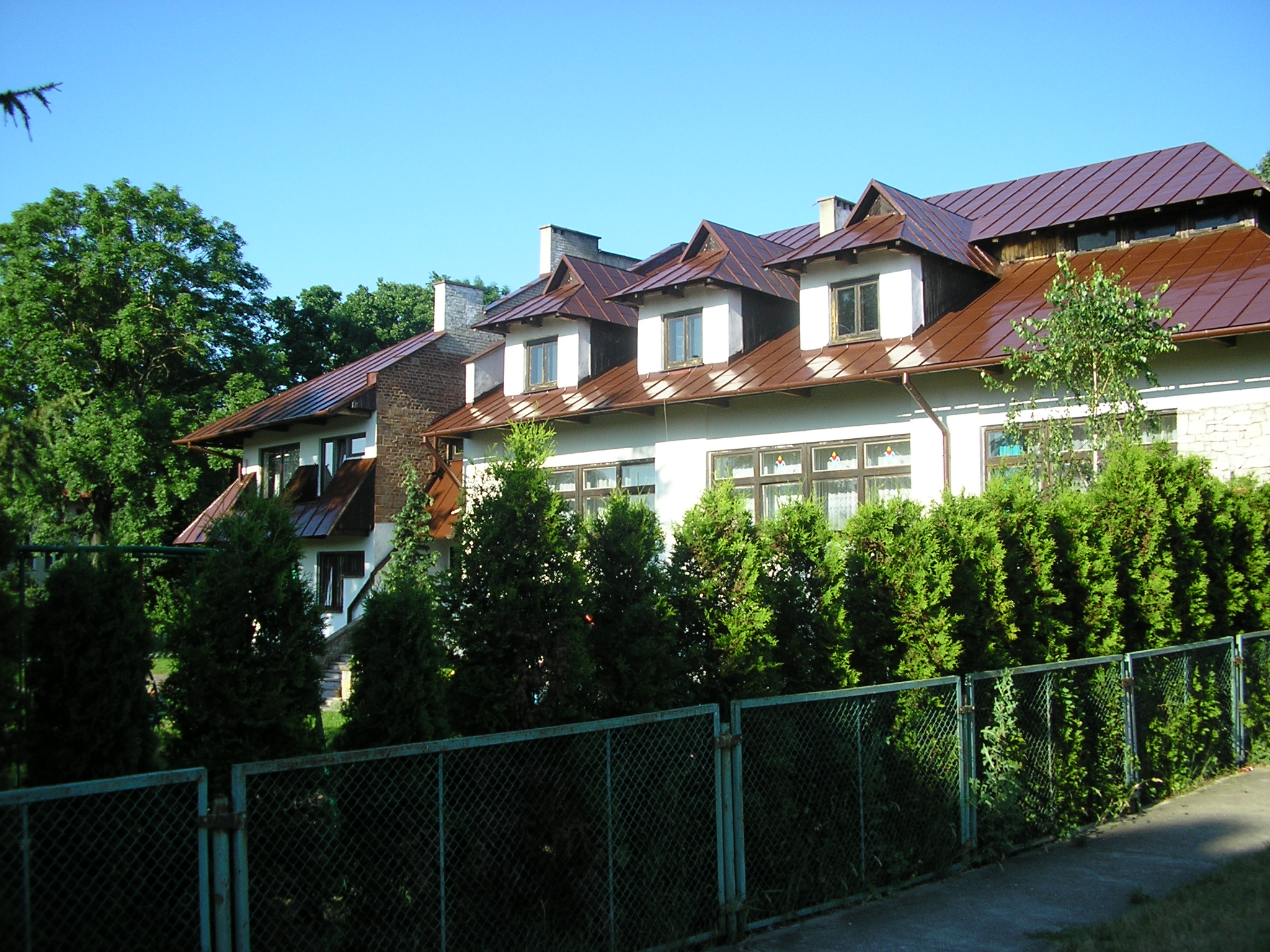
Dom Zakonny w Szydłowcu

Siostry michalitki (właśc. Zgromadzenie Sióstr Świętego Michała Archanioła, skrót: CSSMA) – żeńskie katolickie zgromadzenie zakonne. Dewiza zgromadzenia brzmi: Któż Jak Bóg.
Założycielem zakonu jest bł. ks. Bronisław Markiewicz i Służebnica Boża Anna Kaworek (1872–1936), a patronem Święty Michał Archanioł.

## Działalność
- katechizacja w szkołach podstawowych i średnich
- prowadzenie domów wychowawczych (Katolickie Placówki Wychowawcze „Nasz Dom” z całodobową opieką)
- prowadzenie świetlic środowiskowych
- prowadzenie przedszkoli
- prace przy parafiach: zakrystia, organistki;
- prace pielęgniarek, opiekunek społecznych – głównie za granicami;
- prace w domach zakonnych, stołówki dla księży itp.
- misje afrykańskie

## Placówki[1]
| - Dom Generalny – Miejsce Piastowe - Warszawa - Warszawa-Bemowo - Ząbki - Wołomin - Szydłowiec - Radom - Kowala - Przytyk - Błotnica - Solec nad Wisłą - Kraków - Wieliczka | - Mochnaczka Niżna - Poronin - Głogów Małopolski - Widełka - Pruchnik - Przemyśl - Przemyśl - Wysoka Strzyżowska - Jasło - Jedlicze - Klimkówka - Wielopole Skrzyńskie - Częstochowa - Toruń |